# Стоянов, Петко
Петко Христов Стоянов (30 ноября 1879, Оряхово — 7 декабря 1973, София) — болгарский учёный-экономист, политический деятель. Академик Болгарской академии наук (1935—1947; посмертно восстановлен в звании в 1991).
Окончил юридический факультет Санкт-Петербургского университета (1902), изучал финансовые и экономические науки в Мюнхене (1902—1903).
В 1905—1909 — член Софийского окружного суда и прокурор. С 1909 — доцент, в 1916—1947 — профессор финансовых наук, в 1915—1916 и в 1935—1936 — декан юридического факультета Софийского университета. Был одним из основателей Балканского ближневосточного института политических наук (с 1924 — Свободный университет), с 1920 являлся его профессором, в 1923—1947 — заместителем директора. С 1923 — член-корреспондент, с 1935 — академик Болгарской академии наук, в 1938—1944 — секретарь её философско-общественного отделения. Являлся членом Болгарского экономического общества, в 1938—1944 — главным редактором издания «Стопанска мысъл».
Наряду с научно-педагогической работой, занимался и общественно-политической деятельностью. Был видным деятелем Радикально-демократической партии, в 1927—1933 входил в состав Демократической партии. Избирался депутатом 18-го, 19-го, 21-го, 23-го и 24-го обыкновенного Народного собрания. В 1926—1944 — председатель болгаро-турецкого общества.
В 1942 присоединился к Отечественному фронту — оппозиционному по отношению к монархическому режиму политическому объединению с активным участием коммунистов. После переворота 9 сентября 1944 вошёл в состав правительства Кимона Георгиева в качестве министра финансов (в этот период являлся беспартийным). Как и министр без портфеля Никола Петков был сторонником демократического пути развития Болгарии, критично относился к деятельности Болгарской коммунистической партии; его политические взгляды вызывали недовольство советских представителей. 17 августа 1945 Стоянов покинул пост министра, присоединившись к оппозиции правительству Отечественного фронта. В 1945 был избран депутатом 6-го Великого народного собрания, где также принадлежал к оппозиции.
В 1947 Петко Стоянов был лишён депутатской неприкосновенности, исключён из Болгарской академии наук и репрессирован. В 1949—1954 находился в заключении в лагере Белене. Был реабилитирован лишь после своей кончины — 30 марта 1990. Восстановлен в звании академика 27 марта 1991.